# Stone Point
 Stone Poin är en udde i Antarktis. Den ligger i Västantarktis. Argentina, Chile och Storbritannien gör anspråk på området.
Terrängen inåt land är huvudsakligen kuperad, men åt sydost är den platt. Havet är nära  Stone Poin åt nordost. Trakten är glest befolkad. Närmaste befolkade plats är Esperanza Base, 2,6 kilometer väster om  Stone Poin.